# ۶۷۱ (میلادی)
۶۷۱ (میلادی) ششصد و هفتاد و یکمین سال تقویم میلادی است.

## درگذشتگان
‎